# Галайбине (зупинний пункт)
Гала́йбине — залізничний зупинний пункт Конотопської дирекції Південно-Західної залізниці.
Розташований за кількасот метрів між селами Купченків та Галайбине Борзнянського району Чернігівської області на лінії Бахмач-Пасажирський — Деревини між станціями Доч (6 км) та Бондарівка (5 км).
Станом на лютий 2020 року щодня дві пари дизель-потягів прямують за напрямком Бахмач-Пасажирський — Сновськ.